# Balk (Frise)
Pour les articles homonymes, voir Balk.
Balk est une ville de la commune néerlandaise de De Fryske Marren, située dans la province de Frise.

## Géographie
La ville se situe dans le sud de la Frise, légèrement au sud-ouest du lac de Sloten, à 16 km au sud-ouest de Joure. Elle est arrosée par la rivière Luts.

## Histoire
Balk fait partie de la commune de Gaasterlân-Sleat avant le 1er janvier 2014, où elle fusionne avec Lemsterland et Skarsterlân pour former la nouvelle commune de De Friese Meren devenue De Fryske Marren en 2015.

## Démographie
| 1954  | 1964  | 1974  | 2004  | 2012  | 2018  |
| ----- | ----- | ----- | ----- | ----- | ----- |
| 1 477 | 1 569 | 2 429 | 3 560 | 3 801 | 4 205 |

## Culture et patrimoine
- L'ancien hôtel de ville date de 1615 mais sa façade a été refaite en 1836.
- L'église Saint-Ludger, de style néo-gothique, date de 1883.

## Références

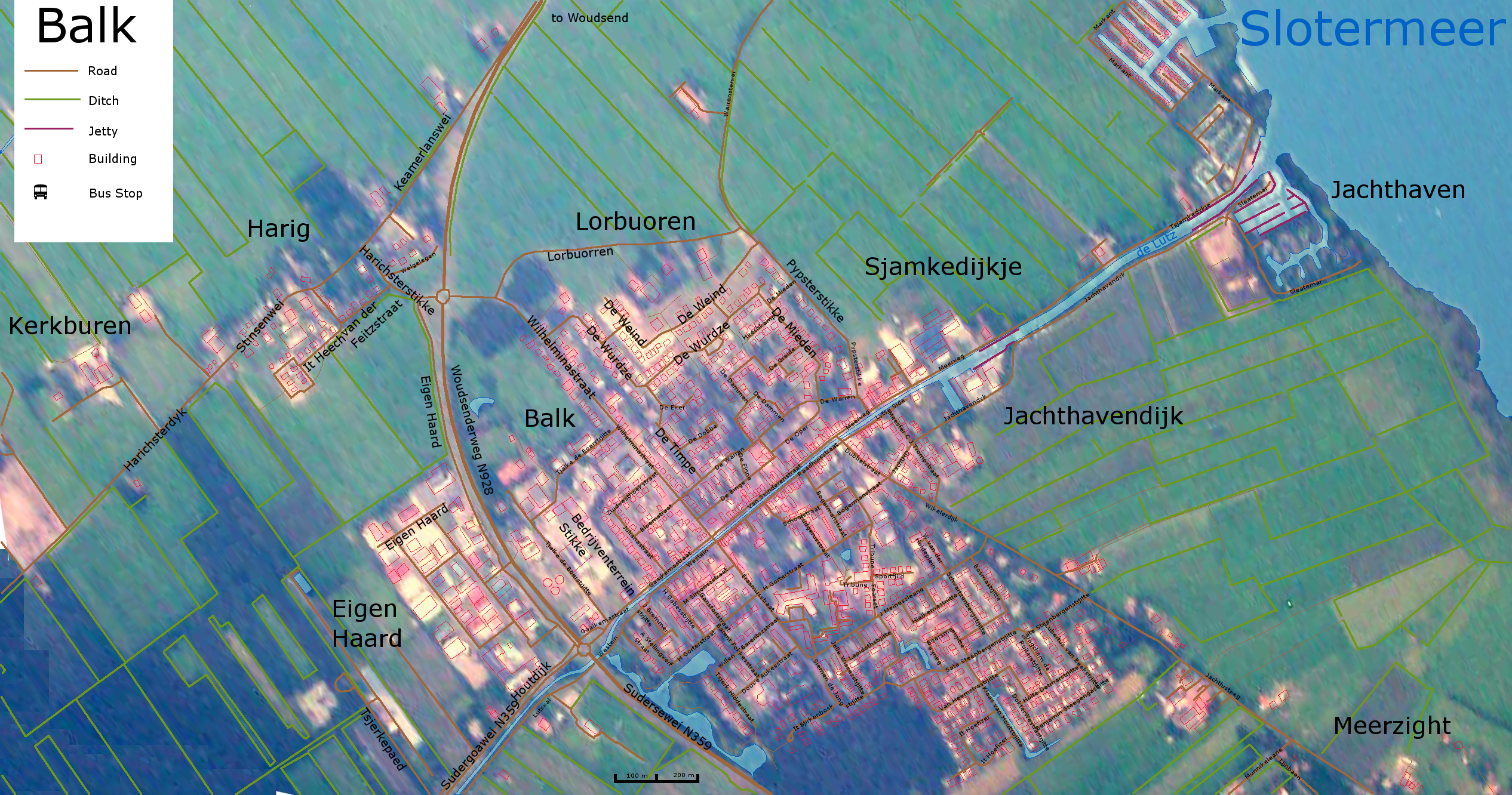
carte de Balk